# Békéscsabai járás
A Békéscsabai járás Békés vármegyéhez tartozó járás Magyarországon, amely 2013-ban jött létre. Székhelye Békéscsaba. Területe 636,16 km², népessége 85 454 fő, népsűrűsége 134 fő/km² volt a 2012. évi adatok szerint. Három város (Békéscsaba, Csorvás és Újkígyós) és 6 község tartozik hozzá.
A Békéscsabai járás 1918-ig egyike volt az egykori Békés vármegye járásainak, székhelye az állandó járási székhelyek kijelölése (1886) óta Békéscsaba volt. Mivel Békéscsabán kívül csak Újkígyós tartozott hozzá, ezért az előbbi várossá alakítását követően a járás megszűnt, Újkígyóst pedig a Gyulai járásba osztották be.

## Települései
| Település     | Rang                            | Kistérség (2013. január 1.) | Népesség (2012. január 1.) | Terület (km²) |
| ------------- | ------------------------------- | --------------------------- | -------------------------- | ------------- |
| Békéscsaba    | megyeszékhely megyei jogú város | Békéscsabai                 | 63 752                     | 193,93        |
| Csorvás       | város                           | Orosházi                    | 4 981                      | 90,18         |
| Újkígyós      | város                           | Békéscsabai                 | 5 235                      | 54,92         |
| Doboz         | nagyközség                      | Békési                      | 4 167                      | 54,47         |
| Csabaszabadi  | község                          | Békéscsabai                 | 335                        | 32,71         |
| Gerendás      | község                          | Orosházi                    | 1 311                      | 40,78         |
| Kétsoprony    | község                          | Békéscsabai                 | 1 428                      | 51,24         |
| Szabadkígyós  | község                          | Békéscsabai                 | 2 696                      | 45,56         |
| Telekgerendás | község                          | Békéscsabai                 | 1 549                      | 72,37         |